# Jan Brandts Buys
Jan Willem Frans Brandts Buijs (Zutphen, 12 settembre 1868 – Salisburgo, 7 dicembre 1933) è stato un compositore olandese, proveniva da una lunga stirpe di organisti e compositori olandesi di musica sacra protestante.

## Biografia
Nacque a Zutphen nei Paesi Bassidove il padre era suonatore di organo in città. Studiò al Raff Conservatory di Francoforte e nel 1892 si stabilì a Vienna, dove conobbe Johannes Brahms, che, insieme a Edvard Grieg, lodò i suoi primi lavori. Il suo concerto per pianoforte vinse un importante premio internazionale e artisti famosi come Lilli Lehmann inclusero le sue canzoni in programmi in cui era presenti brani di Franz Schubert.

## Opere
L'intero corpus musicale di Brandts Buys comprende brani per pianoforte, pezzi per organo, musica da camera, musica per orchestra, canzoni, brani per coro e cantate, opere e molti arrangiamenti, come gli arrangiamenti per pianoforte di tutte le sinfonie di Schubert e Beethoven.
Tuttavia, la sua fama oggi si basa principalmente sulle sue opere e operette comiche, come The Tailors of Schönau (1916) e The Man in the Moon (1922), che hanno ottenuto un notevole successo internazionale. Queste due opere, insieme a Glockenspiel (1913) e Der Eroberer (1918) furono rappresentate per la prima volta al Dresden Hofoper, con un cast che includeva il giovane Richard Tauber. Delle dieci opere di musica da camera che scrisse, solo la Serenata Romantica, composta nel 1905, fu eseguita con una certa regolarità prima di scomparire poco dopo la sua morte.
Negli Stati Uniti, figurava nel primo programma di New York dato dallo Zoellner Quartet dopo essere tornato dai suoi anni formativi in Europa, momento in cui il lavoro era stato ascoltato in quella città solo una volta prima. Il quartetto continuò a programmare la serenata fino al 1919.